# 華中農業大学
華中農業大学(かちゅうのうぎょうだいがく;ピンイン: Huázhōng nóngyè dàxué、英語: Huazhong Agricultural University または Central China Agricultural University)は、中華人民共和国湖北省武漢市に本部を置き、16学部を擁する総合大学である。主に農学、生命科学の研究が盛んだが、理学、工学、法学、経済学など多岐にわたって研究が行われている。
1898年に設立された前身の湖北農業学校から120年の歴史を持つ。2000年より中華人民共和国教育部直属の国家重点大学に指定されているほか、211工程、863計画(現・国家重点研究開発計画)にも指定されている。

## 沿革
- 1898年 湖北農業学校として設立。
- 1904年 湖北高等農業学校に改称。
- 1911年 辛亥革命の爆発により、校舎に被害を受ける。
- 1937年 湖北省立農業専科学校創立。
- 1940年 湖北省立農学院に改称。
- 1950年 湖北省農学院に改称。
- 1952年 武漢大学、中山大学、河南大学（英語版）、南昌大学（英語版）、広西大学の農学院と湖南農業大学の一部を湖北省農学院に統合して華中農学院となる[2]。
- 1979年 国家重点大学に指定され、中華人民共和国農業部の直属となる。
- 1981年 修士課程と博士課程創設。
- 1985年 華中農業大学に改称。
- 2000年 中華人民共和国教育部の直属となる。
- 2005年 211工程に指定される。

## 学部・学院
- 情報学部
- 植物科学技術学部
- 動物科学技術学部
- 動物医学部
- 資源環境学部
- 生命科学技術学部
- 園芸・林業学部
- 水産学部
- 工学部
- 経済管理学部
- 土地管理学部
- 食品科技学部
- 理学部
- 文法学部
- 外国語学部
- 体育学部